# Гъстоцветен лопен
Гъстоцветният лопен (Verbascum densiflorum) е двугодишно тревисто растение, разпространено в Европа, Северна Африка и Кавказ.

## Описание
Стъблата са високи до 200 cm, цветовете са с 5-делно жълто венче с диаметър от 3,5 до 5 cm. Тичинките са 5, сраснали с венчето. Цъфти от юни до септември. Растението е покрито с меки власинки. Обитава гористи местности, изоставени ниви и други.
Използва се с лечебна цел. Съдържа тритерпенови сапонини, флавоноиди, иридоиди и други, които имат противовъзпалително действие.